# Principauté Reuss branche cadette
Pour les articles homonymes, voir Reuss (homonymie).
1848–1918
Entités suivantes :
- État populaire de Reuss

La principauté Reuss branche cadette (en allemand : Fürstentum Reuß jüngere Linie), est l'un des vingt-cinq États de l'Empire allemand entre 1871 et 1918.

## Géographie
Située en Thuringe, cette principauté s'étend sur 827 km2 et compte 140 000 habitants en 1910. Depuis l'extinction de la branche Reuss à Gera, elle détient la seigneurie de Gera en commun avec la principauté Reuss, branche aînée. Sa capitale est la ville de Gera.
Elle partage des frontières avec la Saxe-Meiningen, la Saxe-Altenbourg, la Saxe-Weimar-Eisenach et le royaume de Saxe (Voigtland).
La principauté est composée de deux ensembles territoriaux séparés par le cercle de Neustadt (Neustädtischer Kreis) dépendant du grand-duché de Saxe-Weimar-Eisenach : au nord, le bailliage de Gera ; au sud, celui de Schleiz.

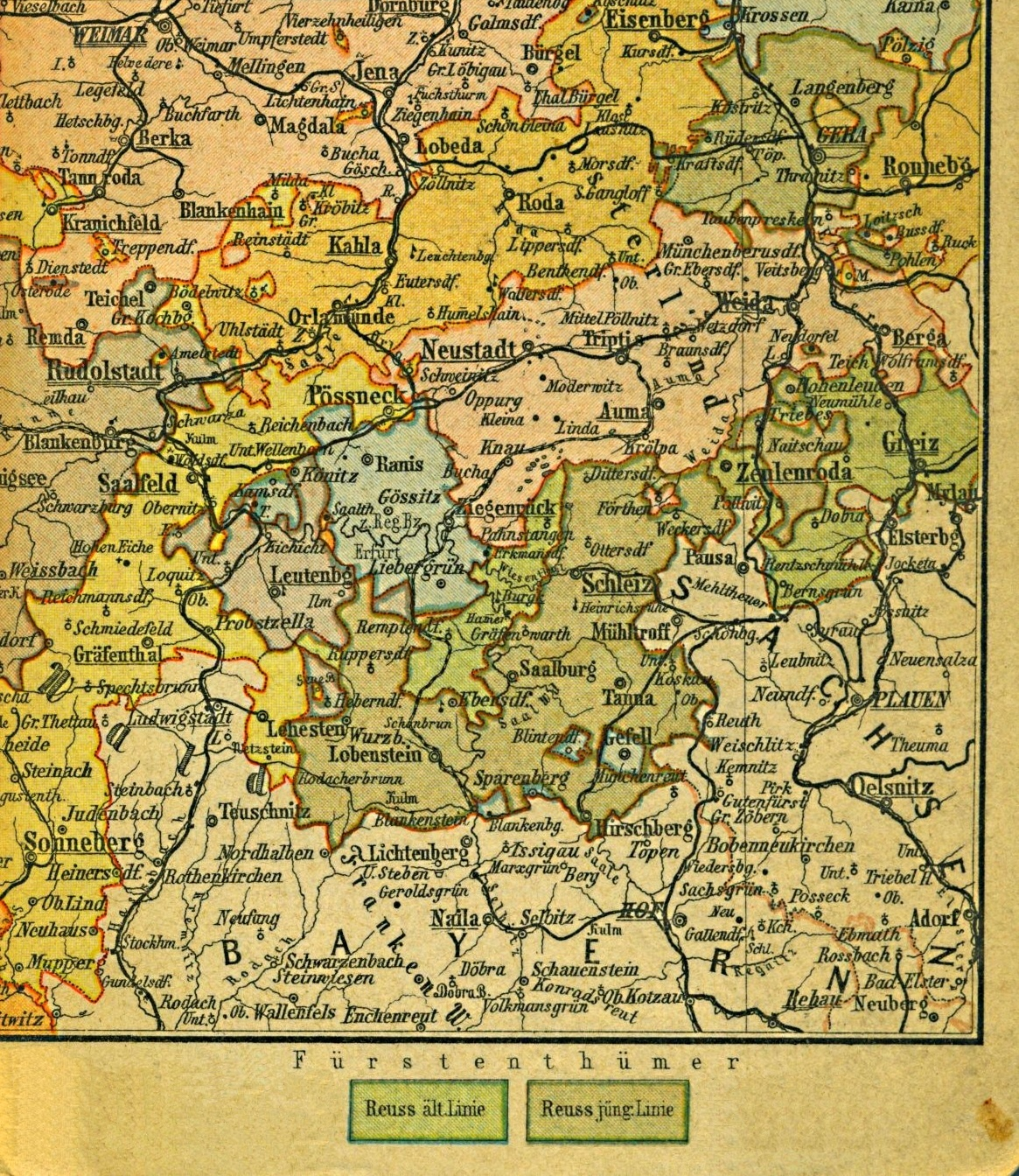
Les principautés Reuss de 1848 à 1918 (carte de 1894).

## Histoire
Les divers domaines de la branche cadette (Jungere Linie, abrégé en J.L.) de la maison Reuss (Reuss-Schleiz, Reuss-Gera, Reuss-Lobenstein et Reuss-Ebersdorf), élevés au rang de principautés en 1806, sont réunis en 1848, lorsque le prince Henri LXXII de Reuss-Ebersdorf abdique au profit d'Henri LXII Reuss-Schleiz.
En 1867, la principauté Reuss branche cadette rejoint la confédération de l'Allemagne du Nord, puis l'Empire allemand en 1871. Son prince assure la régence de la principauté Reuss branche aînée à partir de 1902 au nom du prince Henri XXIV, reconnu incapable de régner.
Après la chute de l'Empire allemand en 1918, elle devient une république, avant d'être réunie à la principauté Reuss branche aînée pour former l'éphémère État populaire de Reuss (Volksstaat Reuß), à son tour incorporé au nouveau Land de Thuringe en 1920.
Les membres de cette branche de la maison de Reuss s'appellent tous Henri et sont numérotés de manière chronologique par siècle : le premier Henri à naître dans le siècle reçoit le numéro 1, le deuxième le numéro 2, et ainsi de suite jusqu'au début du siècle suivant où le décompte recommence à 1. Ainsi, les numéros des pères et des fils ne se suivent pas : par exemple, les fils de Henri LXVII sont, dans l'ordre, Henri V, VIII, XI, XIV et XVI. Henri VII Reuss de Köstritz est quant à lui le fils d'Henri LXIII.
Lorsque la branche aînée s'éteignit avec Henri XXIV en 1927 et la branche cadette dans sa principale branche dirigeante lorsque Henri XLV, fils du dernier souverain, disparit (probablement mourut en 1945 en tant que prisonnier des communistes) sans enfant, les deux branches principales s'étant ainsi éteintes, la succession dynastique (et la prétentions théoriques à leurs trônes) passèrent à la maison princière Reuss de Köstritz. Cette ligne latérale de la branche cadette est donc la seule ligne de toute la maison qui existe encore aujourd'hui, mais compte plus de 30 membres masculins, tous nommés Heinrich (Henri). Le conseil de famille décida le 5 juin 1930 que tous les membres de la famille restante devaient désormais omettre tout ajout de ligne de leur nom et s'appeler prince ou princesse Reuss. L'actuel chef de famille est le prince Henri XIV Reuss, Fürst Reuss zu Köstritz, né en 1955, fils du prince Henri IV (1919-2012). Après avoir perdu leurs terres à cause de l'expropriation communiste en Allemagne de l'Est en 1945, le chef de la famille s'installe dans le château d'Ernstbrunn en Autriche que les princes de Reuss-Köstritz possèdent depuis un héritage en 1828 jusqu'à ce jour. 
Après la réunification de l'Allemagne en 1990, certains membres de la famille ont racheté des possessions historiques dans les pays de leurs ancêtres.

## Liste des princes

### Princes régnants
- 1848-19 juin 1854 : Henri LXII

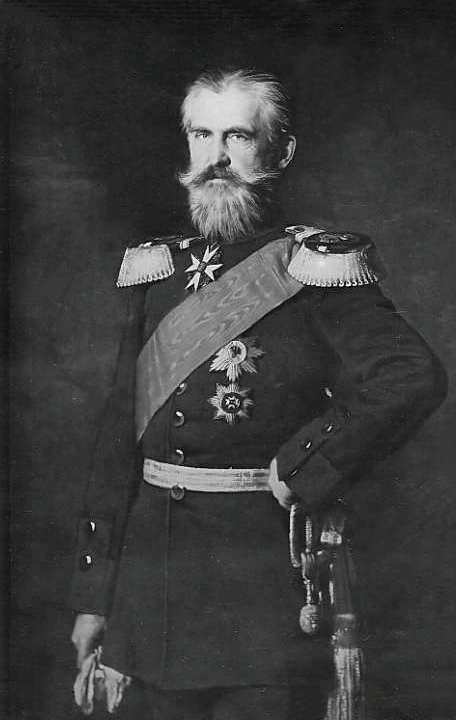
Henri XIV Reuss branche cadette (1832-1913)

- 19 juin 1854-1er juillet 1867 : Henri LXVII, frère du précédent
- 1er juillet 1867-29 mars 1913 : Henri XIV, fils du précédent
- 29 mars 1913-1918 : Henri XXVII, fils du précédent

### Chefs de la maison Reuss depuis l'abolition de la monarchie
- 1918-21 novembre 1928 : Henri XXVII (à la suite de l'extinction de la branche aînée en 1927, il réunit la maison Reuss et prend le titre de « Fürst Reuss »)
- 21 novembre 1928-5 janvier 1962 : Henri XLV, son fils, disparu en 1945, déclaré mort le 5 janvier 1962 par un tribunal de Büdingen. Très probablement mort en 1945/1946 dans un camp de concentration communiste. Dernier représentant masculin de la branche dirigeante cadette. Il a légué son patrimoine privé de droit civil au prince Henri Ier (appelé Harry, 1910-1982) de la lignée Köstritz, qu'il a adopté en 1935 et qui est marié à sa nièce Woizlawa-Feodora duchesse de Mecklembourg.
- 5 janvier 1962-20 juin 2012 : Henri IV, aîné de la lignée Reuss-Köstritz, lignée plus jeune et seule restante de la branche cadette. La succession dynastique passe au « Fürst Reuss von Köstritz » en tant que nouveau chef de toute la dynastie, donc aussi appelé « Fürst Reuss ».
- Depuis le 20 juin 2012 : Henri XIV, son fils ; résidant au château d'Ernstbrunn (Autriche).

## Images

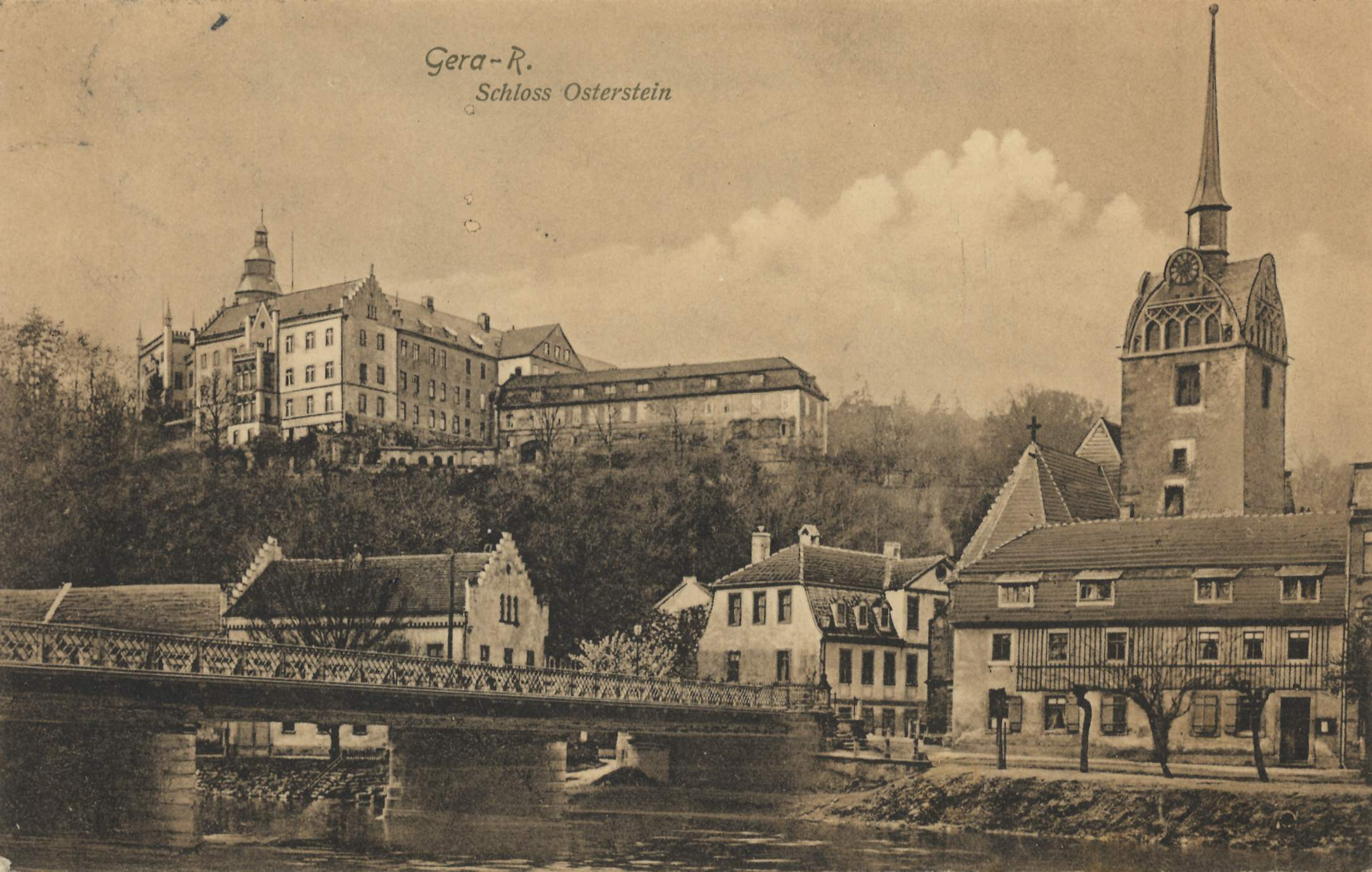
Le château d'Osterstein à Gera (jusqu'en 1918 capitale de la Principauté Reuss, branche cadette)
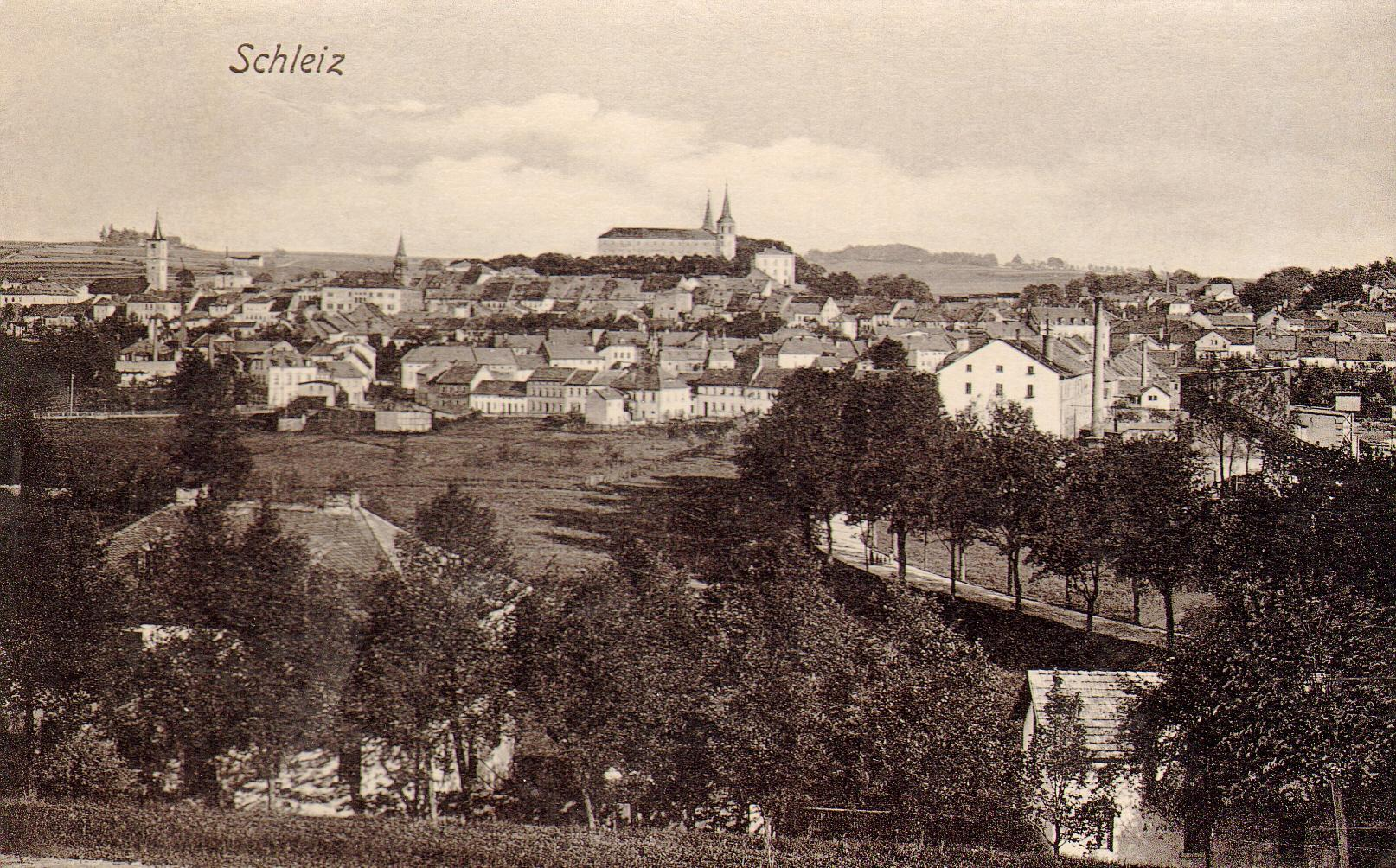
La ville et le château de Schleiz, deuxième centre de la principauté
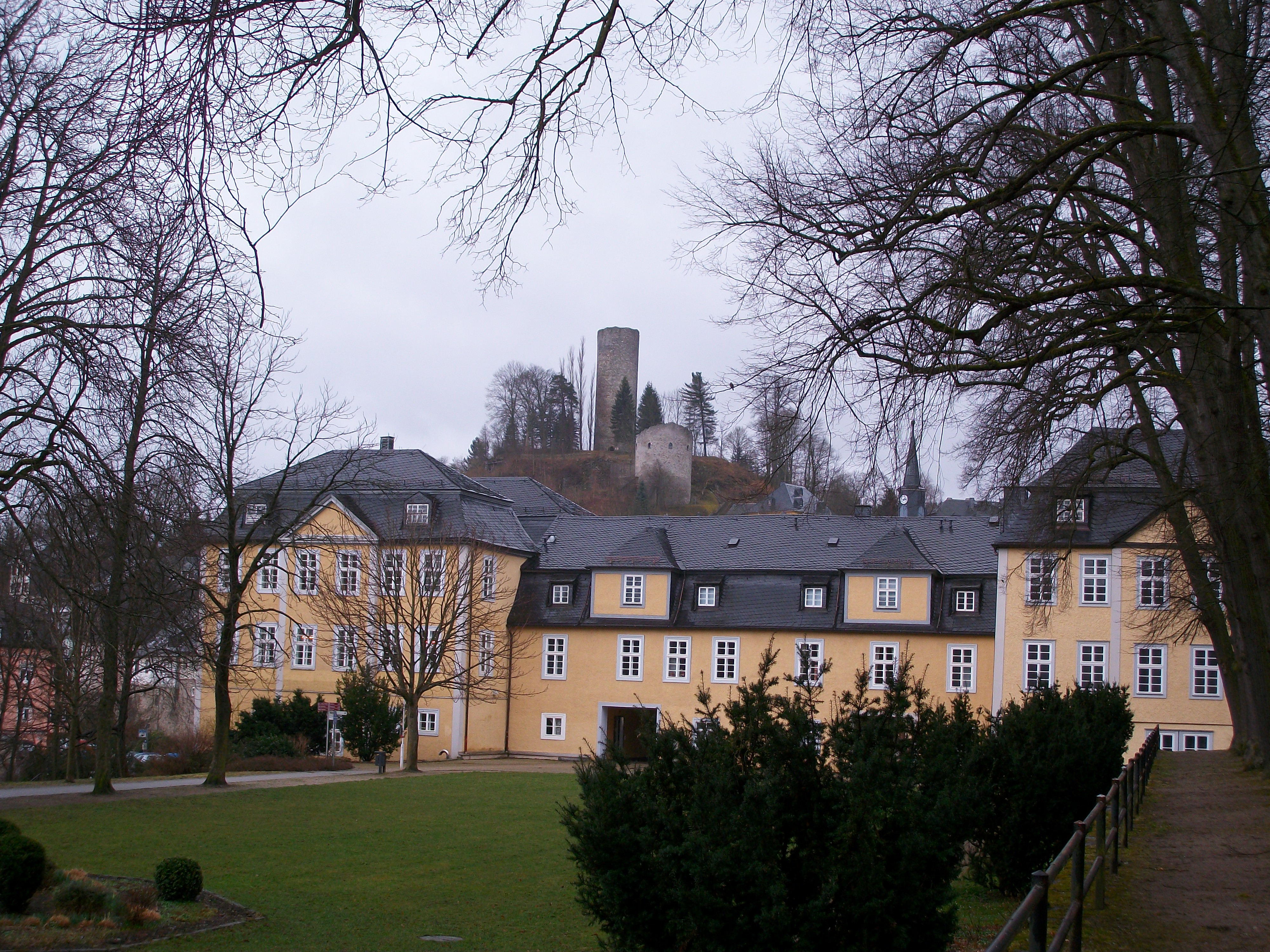
L'ancien et le nouveau château de Lobenstein
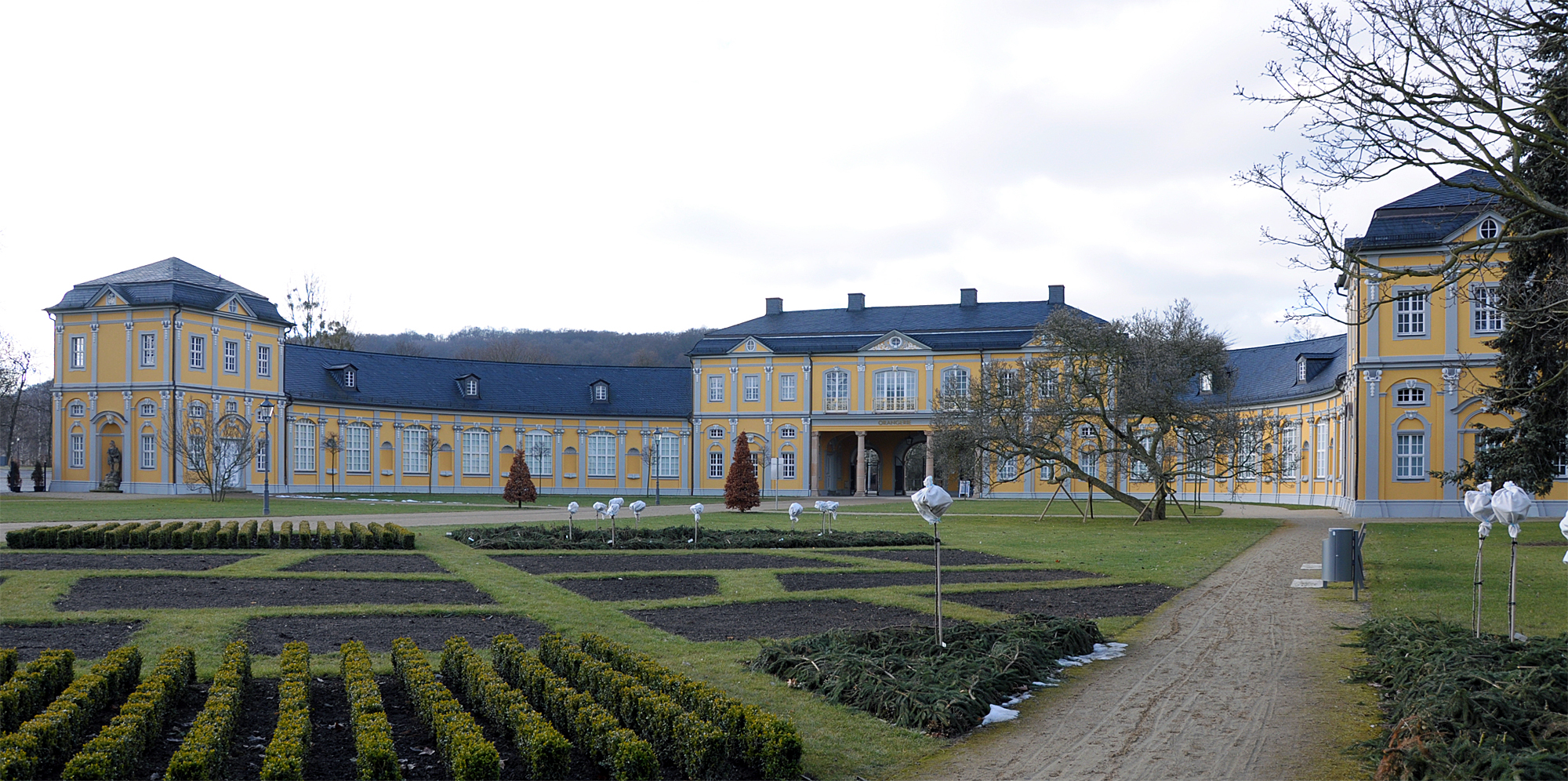
L'orangerie de Gera (construit vers 1730)
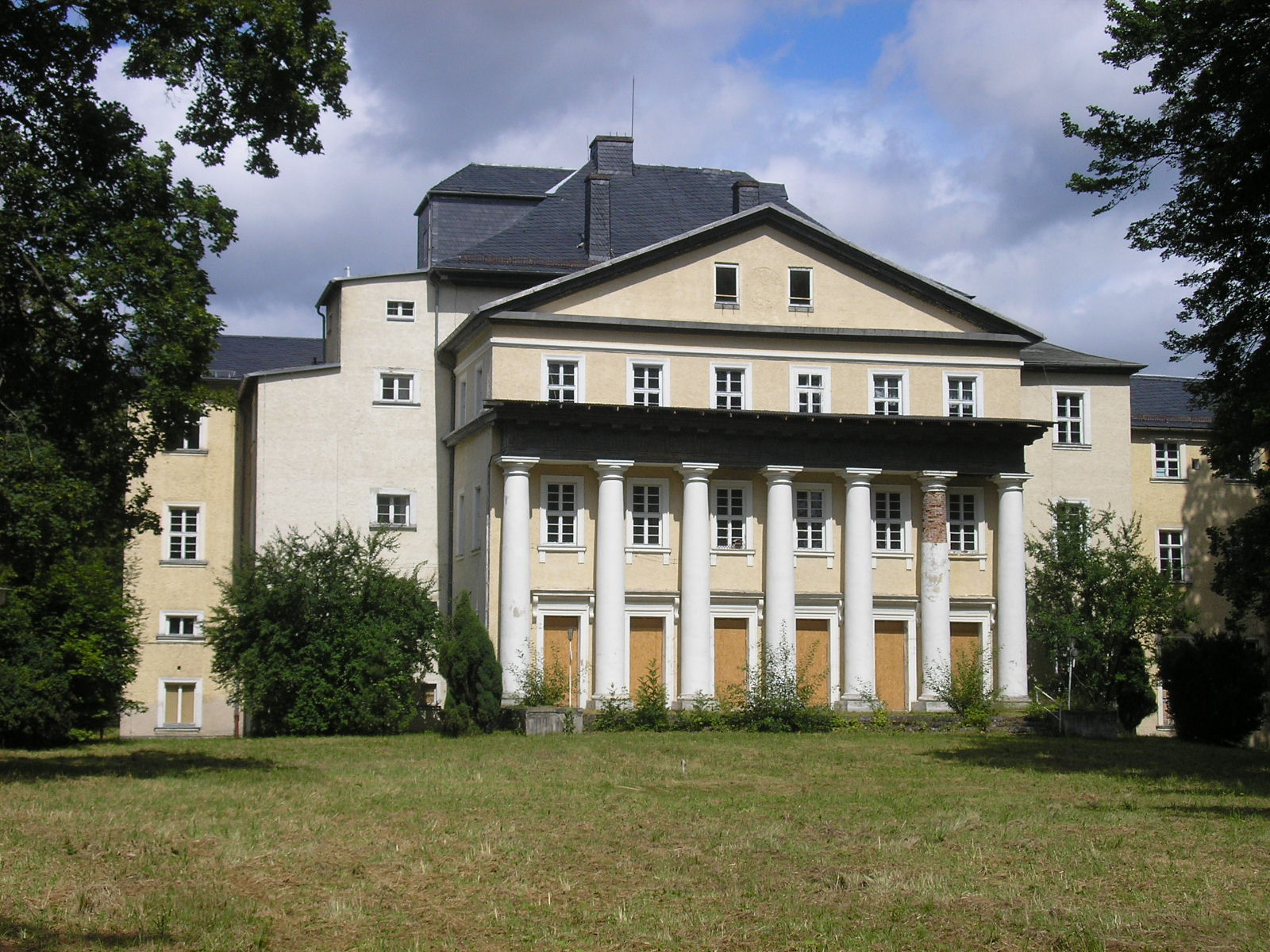
Le château d'Ebersdorf